# Groß Häuslingen
Groß Häuslingen è una frazione del comune di Häuslingen, nel land della Bassa Sassonia, in Germania.

## Storia
Già comune autonomo nel circondario di Fallingbostel, il 1º marzo 1974 fu soppresso e unito a Klein Häuslingen per formare il comune di Häuslingen.